# Mazet-Saint-Voy
Mazet-Saint-Voy is een gemeente in het Franse departement Haute-Loire (regio Auvergne-Rhône-Alpes). De plaats maakt deel uit van het arrondissement Yssingeaux. Mazet-Saint-Voy telde op 1 januari 2022 1.111 inwoners.

## Geografie
De oppervlakte van Mazet-Saint-Voy bedroeg op 1 januari 2022 45,02 vierkante kilometer; de bevolkingsdichtheid was toen 24,7 inwoners per km².

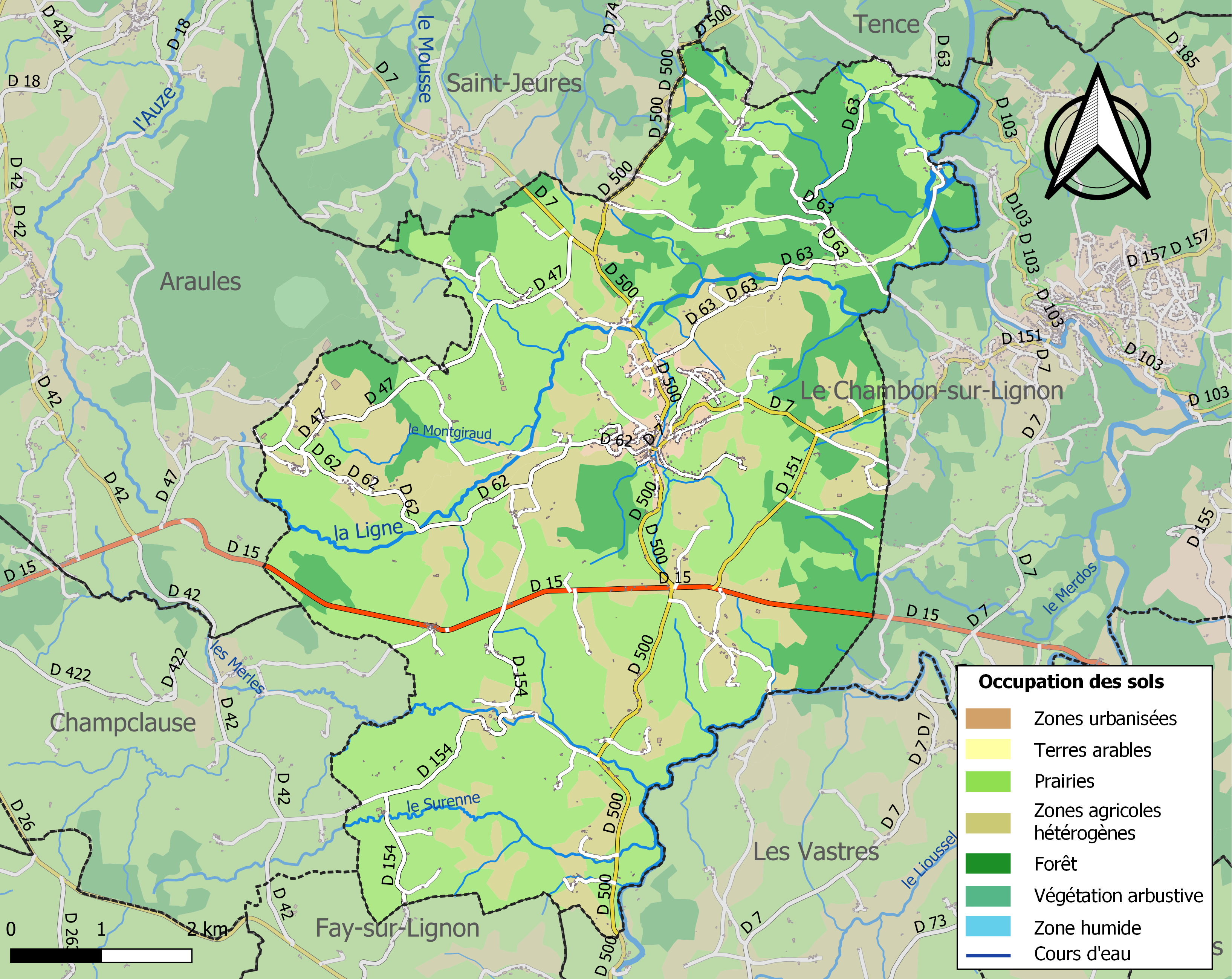
Kaart van de gemeente met de belangrijkste infrastructuur, bodemgebruik en omliggende gemeenten

## Demografie
Onderstaande figuur toont het verloop van het inwonertal (bron: INSEE-tellingen).